# Michel Blais
Pour les articles homonymes, voir Blais.
Michel Blais, né en 1711 et décédé le 5 septembre 1783, était capitaine d'une milice canadienne et un seigneur.
Fils de Pierre Blais et Françoise Baudoin, Michel était un propriétaire dans une seigneurie à Saint-Pierre-de-la-Rivière-du-Sud. En 1741, il épouse Marie-Françoise Lizot. Il est le père de Louis Blais, qui a également participé activement à la milice.
Bien que Michel soit resté fidèle au gouvernement britannique, il a annoncé en janvier 1776 à l'église locale qu'un certain Pierre Ayotte recrutait pour le côté américain. Il a été dit plus tard que personne ne se présenta. En mars de cette année-là, la maison de Blais est devenue le quartier général de l'avant-garde royaliste. La maison fut attaquée par les américains dans ce qui allait être connu comme la bataille de Saint-Pierre. Trois partisans britanniques ont été tués, plusieurs ont été blessés et de nombreux autres ont été capturés.
Blais mourut à Saint-Pierre-de-la-Rivière-du-Sud en 1783.